# Episodi di The Handmaid's Tale (sesta stagione)
La sesta e ultima stagione della serie televisiva The Handmaid's Tale, composta da dieci episodi, è stata distribuita in prima visione assoluta negli Stati Uniti d'America da Hulu dall'8 aprile al 27 maggio 2025.
In Italia, la stagione è stata pubblicata sulla piattaforma on demand TIMvision a partire dall'8 aprile al 27 maggio 2025, in contemporanea con gli Stati Uniti d'America.
| n. | Titolo originale    | Titolo italiano          | Pubblicazione USA e Italia |
| -- | ------------------- | ------------------------ | -------------------------- |
| 1  | Train               | Treno                    | 8 aprile 2025              |
| 2  | Exile               | Esilio                   | 8 aprile 2025              |
| 3  | Devotion            | Devozione                | 8 aprile 2025              |
| 4  | Promotion           | Promozione               | 15 aprile 2025             |
| 5  | Janine              | Janine                   | 22 aprile 2025             |
| 6  | Surprise            | Sorpresa                 | 29 aprile 2025             |
| 7  | Shattered           | Distrutto                | 6 maggio 2025              |
| 8  | Exodus              | Esodo                    | 13 maggio 2025             |
| 9  | Execution           | Esecuzione               | 20 maggio 2025             |
| 10 | The Handmaid's Tale | Il racconto dell'Ancella | 27 maggio 2025             |

## Treno
Sul treno, June e Serena sono ora dirette verso l'Alaska. June e altre ex ancelle e marte condividono i loro traumi. Serena nasconde la sua vera identità, ma quando un medico controlla il braccio rotto di June, riconosce Serena e la chiama fuori, facendola scoprire dalle altre donne che iniziano ad attaccarla verbalmente. 
Un ufficiale arriva e afferma che i suoi documenti sono legali, con l'intenzione di lasciare Serena in balìa delle donne, anche se June insiste che arresti Serena per proteggerla. Quando le donne si avvicinano pericolosamente a Serena, June tira il freno d'emergenza, fermando il treno. Serena e June si precipitano nel vagone successivo, ma le donne iniziano a rompere il vetro della porta. June allora esorta Serena a saltare giù dal treno con Noah. Serena esita, così June la spinge fuori. 
Le donne accusano June di averle tradite. Nel frattempo, Moira incontra Tuello, che rivela che l'ambasciata degli U.S.A. sta chiudendo. Moira si offre volontaria per unirsi a Mayday e alla causa. Nick ritorna a Nuova Betlemme con la moglie, poiché è stato rilasciato dopo il suo alterco con il comandante Lawrence. Il comandante Wharton, suo suocero, lo informa che rimarrà per un po'. Il giorno dopo, June si sveglia sul treno vuoto arrivato in Alaska. Mentre è in fila per la registrazione in un insediamento popolato da cittadini rifugiati degli U.S.A, incontra sua madre Holly, che lei credeva morta e si abbracciano.

## Esodo
Il piano di attacco è pronto. Le ancelle, accompagnate da Zia Phoebe, si recano al matrimonio di Serena e Warthon.
Durante la celebrazione, June e Moira distribuiscono i coltelli alle ancelle di casa presenti, ma un incidente le costringe a posticipare l'operazione.
Inizia così il piano B e durante il pranzo di matrimonio tutti i presenti, ad eccezione delle ancelle, Serena, Warthon e i consapevoli Joseph e Rita, mangiano la torta, che è piena di sonnifero.
Le ancelle lasciano la sala e in quel momento sopraggiunge Zia Lydia, che ha saltato l'appuntamento fissatole da Joseph. Lydia nota la presenza di June e diventa sospettosa, informando Lawrence dei suoi dubbi. Quando nota che nessuna ancella ha mangiato la torta, corre al Centro Rosso.
June arriva a casa del comandante Bell, drogato a causa del sonnifero, e lo uccide accoltellandolo all'occhio. June e Janine si ricongiungono e scappano.
Serena e il nuovo marito arrivano a casa e qui la donna scopre che il comandante ha già provveduto a prendere un'ancella. Serena è sconvolta, essendosi convinta che Warthon fosse contrario alla pratica delle ancelle, e fugge di casa.
Al Centro Rosso, Zia Lydia capisce ufficialmente che le ancelle, appoggiate da Zia Phoebe, stanno attuando un piano di rivoluzione e le minaccia di ucciderle se non avessero rivelato la posizione di June.
June arriva al Centro e inizia a lanciare accuse contro Lydia. La convinzione della Zia inizia a cedere, soprattutto quando arriva Janine, l'unica ancella ad averla fatta davvero vacillare in passato, che contribuisce alle accuse. Lydia capisce finalmente tutto il male che ha causato e permette alle ragazze di fuggire. Nel frattempo, le ancelle di casa iniziano il massacro di comandanti.

## Esecuzione
Warthon è stato allertato del massacro dei comandanti e della presenza di June e fa bloccare i furgoni del May Day arrestando tutte le ancelle. Rinchiude June in una stanza dove la informa che a breve verrà punita, ma che, su richiesta di Serena, potrà chiedere perdono a Dio. Serena si è rifugiata a casa di Lawrence, ma la moglie del comandante la costringe a ricongiungersi con Warthon. Nel frattempo, la moglie di Nick finisce all'ospedale a causa dei sonniferi nella torta nuziale e il marito veglia vicino a lei. La donna si fa promettere che risolverà la faccenda con June una volta per tutte.
June, Moira, le ancelle, Zia Phoebe (che è in realtà un'agente della CIA di nome Ava) e Zia Lydia vengono portate in piazza per essere impiccate, ma un discorso rivoluzionario di June convince il popolo a ribellarsi, mentre Luke, Rita e altri membri del Mayday intervengono armati. Warthon viene portato via, ma tutte le accusate si salvano. Mark Tuello porta in salvo Serena, che viene convinta da June a passare definitivamente dalla parte della resistenza, e convoca Joseph. Il comandante dovrà lasciare una bomba sull'aereo che porterà Warthon e gli altri comandanti a Washington, quindi scendere prima del loro arrivo. June accompagna Joseph per riportarlo indietro, ma anche gli altri comandanti sono arrivati in anticipo e Joseph allora decide di salire comunque sull'aereo, sacrificando la vita per la resistenza. Poco prima della partenza, Nick si unisce al gruppo, convinto dal suocero e dalla moglie, e June sconvolta lo vede salire sull'aereo.
L'aereo esplode davanti agli occhi di June, e Joseph, Nick, Warthon e gli altri alti comandanti muoiono.

## Il racconto dell'ancella
Il sacrificio di Joseph ha portato alla morte dei principali Comandanti di Gilead, il che ha permesso alla resistenza di riprendere possesso di Boston.
June, sconsolata per la scelta e la morte di Nick, viene informata da Tuello che il Comandante che ha preso in casa Hannah è stato promosso nel nuovo governo di Gilead a Washington e che Zia Lydia è in contatto con il May Day per permettere il salvataggio di Janine.
Serena viene mandata in un campo profughi con Noah e saluta per l'ultima volta June, la quale la perdona per ciò che le ha fatto.
A Boston, June reincontra Emily, che è sopravvissuta.
Con Boston libera, gli Occhi rimasti vengono impiccati e vengono ristabilite le bandiere degli Stati Uniti, mentre June dà fuoco al suo vecchio vestito da Ancella. 
Janine e la figlia Charlotte vengono portate a Boston da Zia Lydia e la vedova di Joseph e la sera stessa June si ricongiunge con la madre e con Nichole.
June si prepara a partire con il May Day per liberare il resto dell'America e salvare Hannah e saluta la madre e Luke, che la esorta a ricordare l'amore che ha ricevuto da tante persone, tra cui le altre ancelle, Joseph e Nick. La donna raggiunge la vecchia casa dei Waterford, ormai distrutta per l'incendio della terza stagione. June ripensa agli anni a Gilead, immagina di reincontrarsi con Hannah e decide di iniziare a scrivere le sue memorie, Il racconto dell'ancella.